# Tácito Caldas
Tácito da Silveira Caldas, mais conhecido como Tácito Caldas ou Tácito de Caldas (Piauí, 14 de maio de 1915 —  São Luís 05 de agosto de 2006), foi um desembargador, procurador e advogado brasileiro.

## Biografia
Nasceu no dia 14 de maio de 1915 no Estado do Piauí. Bacharelou-se em Direito pela Faculdade do Maranhão em 20 de janeiro de 1940. Doutor em Direito na mesma Escola, graduando-se em 7 de dezembro de 1950. 
Foi membro do Conselho da Ordem dos Advogados do Brasil e Consultor Jurídico da S/A Melhoramentos Urbanismo da Capital ( SURCAP)
Procurado dos Feitos da Fazenda Municipal de São Luís, foi Procurador Geral do Estado do Maranhão.
No Tribunal Regional Eleitoral foi Procurador Regional e Presidente de  1956. 
No Tribunal de Justiça do Maranhão foi Corregedor em 1964, Vice – Presidente e Presidente.
Era pai do Deputado Marconi Caldas.

## Honrarias
- O fórum de justiça da cidade de Paço do Lumiar, no estado do Maranhão, é denominado Fórum Desembargador Tácito da Silveira Caldas.[3][1]
- Importante avenida do município de Açailândia foi nomeada em sua homenagem [4][1]
- Possui as comendas Medalhão da II conferência de Desembargadores[1]
- Medalhão da III conferência de Desembargadores[1]
- Medalha comemorativa do 350º ano de fundação de São Luís[1]
- Medalha do Mérito Timbira[1]
- Medalha comemorativa da fundação do curso jurídico do Maranhão[1]
- Membro do Instituto Histórico e Geográfico do Maranhão[1]